# Medie geometrică
Media geometrică, în matematică, este un anumit tip de valoare medie care indică tendința centrală sau valoarea tipică a unui set de numere sau termeni. Este într-o măsură similară cu media aritmetică (la care se gândesc majoritatea oamenilor atunci când spun "în medie"), cu diferența că la media geometrică numerele se înmulțesc între ele și apoi este extrasă rădăcina (sau radicalul) de ordinul n, unde n este numărul de termeni. Dacă setul conține numai 2 termeni, media geometrică este rădăcina pătrată din produsul lor.
Exemple: 
- Media geometrică a numerelor 2 și 8 este {\displaystyle {\sqrt[{2}]{2\cdot 8}}=4}
- Media geometrică a numerelor 2, 4 și 1 este {\displaystyle {\sqrt[{3}]{2\cdot 4\cdot 1}}=2}

Media geometrică poate fi definită sau interpretată și geometric. Astfel, media geometrică a două numere a și b este egală cu latura unui pătrat cu aceeași suprafață ca și dreptunghiul cu laturile a și b. În mod similar, media geometrică a trei numere, a, b și c, este egală cu latura unui cub cu același volum ca și cel al unui paralelipiped cu laturile a, b și c.
Media geometrică are sens numai pentru numere reale pozitive. Este folosită în general pentru  numere cu natură exponențială, cum ar fi datele privind creșterea populației umane sau ratele dobânzii la investițiile financiare.
Media geometrică face parte din cele trei valori medii clasice descoperite de Pitagora: media aritmetică (sau algebrică), media geometrică  și media armonică.

## Definiții formale
- Rădăcina de ordinul n din produsul celor n termeni.
- Antilogaritmul mediei aritmetice a logaritmilor termenilor dintr-un set. În cazul că se dispune de tabele de logaritmi, operația deseori complicată de extragere a rădăcinii de ordinul n poate fi înlocuită cu calculul unei medii aritmetice și citirea antilogaritmului din aceleași tabele.

## Modul de calcul
Media geometrică a numerelor (numite și termeni) {\displaystyle \{a_{1},a_{2},\ldots ,a_{n}\}} este dată de formula:
{\displaystyle {\text{Mg}}\,\!={\sqrt[{n}]{a_{1}a_{2}\cdots a_{n}}}.} unde "n" este numărul de termeni.
Media geometrică este mai mică sau egală cu media algebrică a acelorași numere. Ea este egală cu media algebrică dacă și numai dacă toți termenii sunt egali între ei. Acest lucru permite definirea mediei aritmetico-geometrică drept o combinație a celor două. Media geometrică este de asemenea media aritmetico-armonică, în sensul că dacă avem (an), (hn) 
{\displaystyle a_{n+1}={\frac {a_{n}+h_{n}}{2}},\quad a_{0}=x}
și
{\displaystyle h_{n+1}={\frac {2}{{\frac {1}{a_{n}}}+{\frac {1}{h_{n}}}}},\quad h_{0}=y}
atunci an și hn vor converge in sensul geometric de x și y.
Acest lucru se petrece din cauză că secvențele converg până la o anumită limită și că sensul geometric încă există:
{\displaystyle {\sqrt {a_{i}h_{i}}}={\sqrt {\frac {a_{i}+h_{i}}{\frac {a_{i}+h_{i}}{h_{i}a_{i}}}}}={\sqrt {\frac {a_{i}+h_{i}}{{\frac {1}{a_{i}}}+{\frac {1}{h_{i}}}}}}={\sqrt {a_{i+1}h_{i+1}}}}

### În general
Media geometrică se aplică numai la numere pozitive. În plus, de obicei nu se operează cu procentaje. Dacă de ex. o mărime crește într-un an cu 10 % iar în anul următor variază cu -20 % (scade cu 20 %), se procedează în felul următor: se pleacă de la 100 % ca fiind 1, 110 % din primul an se notează cu 1,1 iar 80 % din anul următor cu 0,8. Rata de creștere anuală compusă se definește atunci drept media geometrică a valorilor 1,1 și 0,8 = 0,938 sau 93,8 %. „Creșterea” este în acest exemplu negativă, pe cei doi ani luați împreună rezultând o scădere de 6,2 %.

## Aplicații practice

### Creșterea proporțională
Media geometrică e mai utilă decât cea algebrică pentru descrierea creșterii proporționale, atât creșterea exponențială (care crește constant) cât și cea variabilă. În afaceri este cunoscută ca "rata compusă anuală de creștere". Medie geometrică care crește într-un anumit interval de timp este echivalentul creșterii constante care are același rezultat final. De exemplu în primul an avem 100 de portocale, apoi 180 apoi 210 și apoi 300. Creșterea este de 80 %, 16,7 % și 42,9 % pentru fiecare an respectiv. Folosind media aritmetică creșterea medie anuală este de 46,5 % (80 % + 16,7 % + 42,9 % împărțit la 3). Însă dacă calculăm astfel obținem o eroare de 14 portocale, pentru că dacă calculăm o creștere medie de 46,5 % / an atunci la sfârșit vom avea 314 portocale, nu 300, așa că procentul de creștere anual este peste numărul efectiv de portocale.
În schimb putem folosii media geometrică. O creștere de 80 % reprezintă numărul înmulțit cu 1.80 așa că luăm media geometrică a numerelor 1.8, 1,167 și 1,429, obținem 
{\displaystyle {\sqrt[{3}]{1,80\times 1,167\times 1,429}}=1,443}, ceea ce înseamnă că avem o creștere anuală de 44,3 % / an. Astfel obținem 300 de portocale.

### Formatul imaginilor (raport de aspect)

Mai multe formate (suprapuse)

Raportul de aspect sau formatul (în engleză: aspect ratio) este lungimea orizontală comparată cu cea verticală, ex. 4:3 este raportul standard de aspect, un ecran cu lungimea de 1024 de pixeli, va avea înălțimea de 768 de pixeli. Un ecran lat (widescreen) poate avea raportul de aspect 16:9, un ecran cu lungimea de 1024 de pixeli, va avea înălțimea de 576 de pixeli. Media geometrică a fost folosită pentru alegerea unui compromis în vederea alegerii unui format la filme și înregistrări video. Formatul dorit conduce uneori la tăierea sau modificare anumitor părți ale imaginii. În mod concret, sunt două dreptunghiuri cu aria egală, același centru și lățimi paralele, de raport diferit care se intersectează într-un dreptunghi al cărui raport este media geometrică. Cel mai mic dreptunghi care le conține pe amândouă are și el raportul media geometrică. De exemplu în raportul de 16:9, se echilibrează 2,35 si 4:3, media geometrică formată fiind: {\displaystyle {\sqrt {2,35\times 4/3}}\approx 1,77,} si astfel {\displaystyle 16:9=1,777\dots } a fost ales. Acest lucru a fost descoperit de dr. Kerns Powers, care tăia dreptunghiuri cu ariile egale și le dădea forma a.i. să aibă raporturile cele mai populare și des întâlnite. El a observat că atunci când a suprapus dreptunghiurile cu centrele lor aliniate, toate încăpeau într-un dreptunghi cu aspectul de 1,77:1, și toate acopereau un dreptunghi mai mic cu același raport. Raportul găsit de el este exact media geometrică a aspectelor extreme: 4:3, 1,33:1 și 2,35:1, media geometrică fiind foarte aproape de 16:9 (1,78:1). Media geometrică a 16:9 și a 4:3 da aprox. 14:9, raport folosit ca alternativă între cele două formate.